# Барабаш Олександр Іванович
Олександр Іванович Барабаш (нар. 18 січня 1971, Звенигородка, Черкаська область, УРСР) — радянський та український футболіст, захисник та півзахисник. Виступав у Вищій лізі СРСР та України у складі донецького «Шахтаря».

## Життєпис
Народився в місті Звенигородка Черкаської області, проте футболом розпочав займатися в донецьку. Футбольну кар'єру розпочав у дублюючому складі місцевого «Шахтаря». Дебютував за першу команду «гірників» 16 червня 1988 року в програному (1:3) виїзному поєдинку Кубку Федерації футболу СРСР проти алматинського «Кайрату». Олександр вийшов на поле на 61-й хвилині, замінивши Сергія Щербакова. У Вищій лізі ССР дебютував 26 серпня 1989 року в переможному (1:0) домашньому поєдинку 22-о туру проти московського «Динамо». Барабаш вийшов на поле на 88-й хвилині, замінивши Сергія Ященка. У футболці донецького клубу зіграв 5 матчів у Вищій лізі, 3 поєдинки у кубку СРСР та 4 матчі у Кубку Федерації футболу СРСР. По ходу сезону 1991 року перебрався у «Нефтовик», у футболці якого дебютував 12 серпня того ж року в програному (2:3) виїзному поєдинку 25-о туру Першої ліги проти нижньогородського «Локомотиву». Зіграв 9 матчів у складі «залізничників». Після розпаду СРСР повернувся до «Шахтаря». Дебютував у футболці донецького клубу 1 березня 1992 року в переможному (2:1) виїзному поєдинку кубку України проти львівських «Карпат». Барабаш вийшов на поле на 75-й хвилині, замінивши Юрія Фокіна. У Вищій лізі України дебютував 10 травня 1992 року в переможному (2:0) домашньому поєдинку 14-о туру підгрупи 1 проти шепетівського «Темпу». Олександр вийшов на поле на 85-й хвилині, замінивши Сергія Реброва. У сезоні 1992 року зіграв 2 матчі у Вищій лізі України та 5 поєдинків у кубку України. Напередодні старту сезону 1992/93 років переведений у «Шахтар-2» (Донецьк), який наступного сезону змінив назву на «Металург» (Костянтинівка). У команді виступав з 1992 по 1994 рік, за цей час у Другій лізі зіграв 79 матчів (відзначився 19-а голами), ще 8 матчів (5 голів) провів у кубку України.
У 1994 році перебрався до складу макіївського «Шахтаря». У новій команді дебютував 6 серпня 1994 року в переможному (1:0) домашньому поєдинку 1-о туру Першої ліги проти «Кристала» (Чортків). Барабаш вийшов на поле у стартовому складі, а на 46-й хвилині його замінив Раіс Тєркулов. Дебютним голом за макіївський колектив відзначився 9 серпня 1994 року на 29-й хвилині переможного (2:1) домашнього поєдинку 2-о туру Першої ліги проти стрийської «Скали». Олександр вийшов на поле в стартовому складі та відіграв увесь матч. У складі макіївських гірників провів 5 сезонів, за цей час у Першій лізі зіграв 167 матчів (34 голи) та 7 матчів (3 голи) у кубку України.
Напередодні старту сезону 1999/00 років перейшов у дружківський «Машинобудівник». Дебютував у футболці нового клубу 2 серпня того ж року в нічийному (1:1) виїзному поєдинку 1-о туру групи В Другої ліги проти чернігівської «Десни». Барабаш вийшов на поле в стартовому складі та відіграв увесь матч. Єдиним голом у футболці «Машинобудівника» відзначився 12 вересня 1999 року на 62-й хвилині (реалізував пенальті) програного (2:4) виїзного поєдинку 7-о туру групи В Другої ліги проти кременчуцького «Адомса». Олександр вийшов на поле в стартовому складі та відіграв увесь матч. У першій частині сезону 1999/00 років зіграв 13 матчів (1 гол) у Другій лізі України та 1 матч у національному кубку. Під час зимової перерви цього ж сезону вирішив завершити професіональну кар'єру.
У 2002 році відіграв 3 поєдинки в аматорському чемпіонаті України у складі костянтинівського «Моноліта».